# Insulasaurus
Genre
Insulasaurus est un genre de sauriens de la famille des Scincidae.

## Répartition
Les espèces de ce genre sont endémiques des Philippines.

## Liste des espèces
Selon The Reptile Database (27 septembre 2012) :
- Insulasaurus arborens (Taylor, 1917)
- Insulasaurus traanorum (Linkem, Diesmos & Brown, 2010)
- Insulasaurus victoria (Brown & Alcala, 1980)
- Insulasaurus wrighti Taylor, 1925

## Publication originale
- Taylor, 1925 : Additions to the herpetological fauna of the Philippines, IV. The Philippine Journal of Science, vol. 26, p. 97-111.